# Erythromastax kergarioui
Erythromastax kergarioui är en insektsart som beskrevs av Marius Descamps 1971. Erythromastax kergarioui ingår i släktet Erythromastax och familjen Eumastacidae. Inga underarter finns listade i Catalogue of Life.